# Missa in tempore belli

La Missa in tempore belli (Messe en temps de guerre) est la dixième messe et l’une des plus populaires de Joseph Haydn.
La messe est cataloguée Messe No. 10 en Do Majeur, (H. XXII:9), et est parfois désignée comme la Paukenmesse en raison de l’utilisation de timbale dans son orchestration. Néanmoins, le manuscrit autographe comporte le titre Missa in tempore belli de la main d’Haydn lui-même, ne laissant pas de doute sur l’intention du compositeur quant au titre, et ce depuis le commencement.
Haydn composa cette messe à Eisenstadt en août 1796, alors que l’Autriche était en pleine guerre. Après quatre années de guerre consécutives à la Révolution française, les troupes autrichiennes étaient en difficulté en Italie et en Allemagne, et l’Autriche craignait l’invasion. C’est l’esprit de ces temps troublés qui inspira les références guerrières qu’Haydn a inséré dans son Benedictus et son Agnus Dei. La messe fut créée le 26 décembre 1796 à l'église des Piaristes Maria Treu de Vienne.

## Composition
La pièce suit la structure traditionnelle de la messe, divisée comme suit :
Kyrie
01. Kyrie eleison. Largo – Allegro moderato. Solistes SATB, chœur et orchestre
Gloria
02.  Gloria in excelsis Deo. Vivace. Tutti
03.  Qui tollis. Adagio. Basse solo, violoncelle solo, Tutti
04. Quoniam to solus sanctus. Allegro – Più stretto. Solistes SATB, Tutti
Credo
05. Credo in unum Deum. Allegro. Tutti
06. Et incarnatus est. Adagio. Solistes SATB, Tutti
07. Et resurrexit. Allegro. Solistes SATB, Tutti
08. Et vitam venturi. Vivace. Soprane solo, Tutti
Sanctus
09. Sanctus. Adagio – Allegro con spirito. Solistes AT, Tutti
Benedictus
10. Benedictus. Andante. Solistes SATB, Tutti
Agnus Dei
11. Agnus Dei. Adagio. Solistes SATB, Tutti
12.  Dona nobis pacem. Allegro con spirito – Più presto. Soliste SATB, Tutti
L'orchestre comprend: 2 hautbois, 2 bassons, 2 trompettes, timbales, cordes et orgue de même que, ad libitum, une flûte, 2 clarinettes, 2 cors.
La représentation dure environ 40 minutes.